# امپریالیسم آمریکا

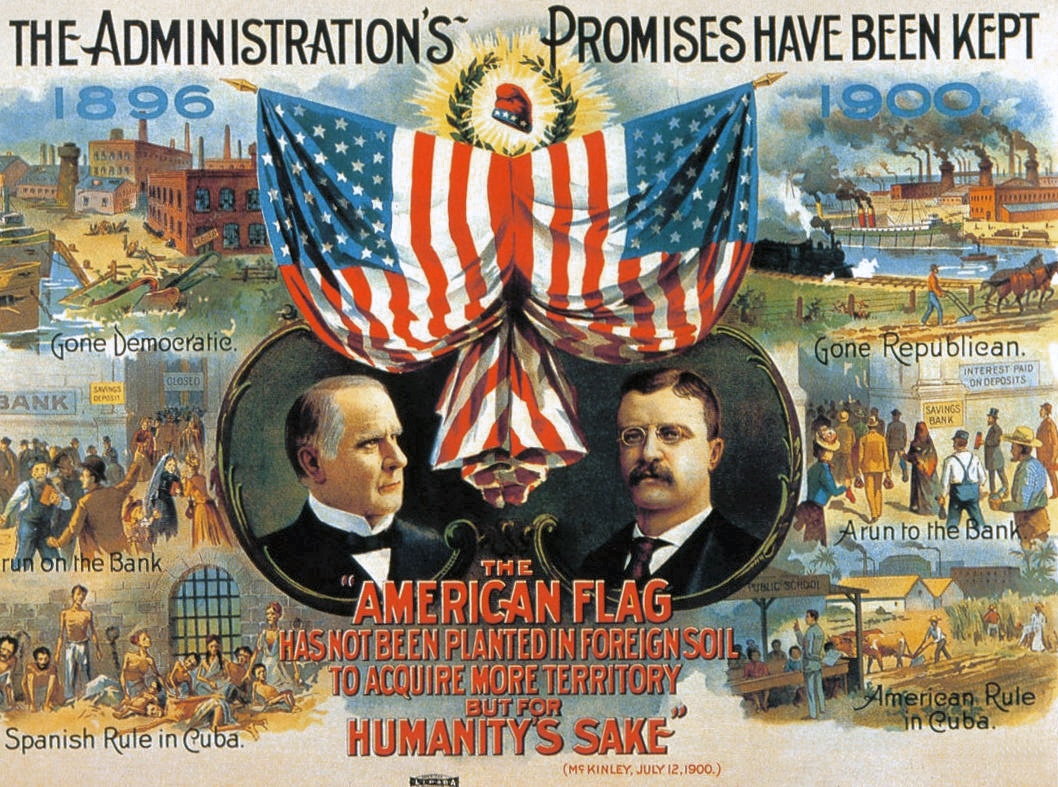
پوستر مبارزهٔ انتخاباتی ریاست جمهوری ۱۹۰۰ برای حزب جمهوری‌خواه. «تاکنون پرچم ایالات متحده در سرزمین‌های خارجی به اهتزاز در نیامده مگر برای کمک به نوع بشر و نه کشورگشایی و گسترش قلمرو» رئیس‌جمهور ویلیام مک‌کینلی ۱۲ ژوئیهٔ ۱۹۰۰. در سمت چپ، وضعیت در سال ۱۸۹۶ و پیش از پیروزی انتخاباتی مک‌کینلی به تصویر کشیده شده‌است: «دموکرات‌ها پیروز شدند: مردم از بانک‌ها فرار کردند. حکمرانی اسپانیا در کوبا» در سمت راست، وضعیت در سال ۱۹۰۰ و پس از چهار سال ریاست جمهوری مک‌کینلی به تصویر کشیده شده‌است: «جمهوری‌خواه‌ها پیروز شدند: مردم به بانک‌ها هجوم آوردند. حکمرانی آمریکا در کوبا» (جنگ آمریکا و اسپانیا در ۱۸۹۸ روی داد).

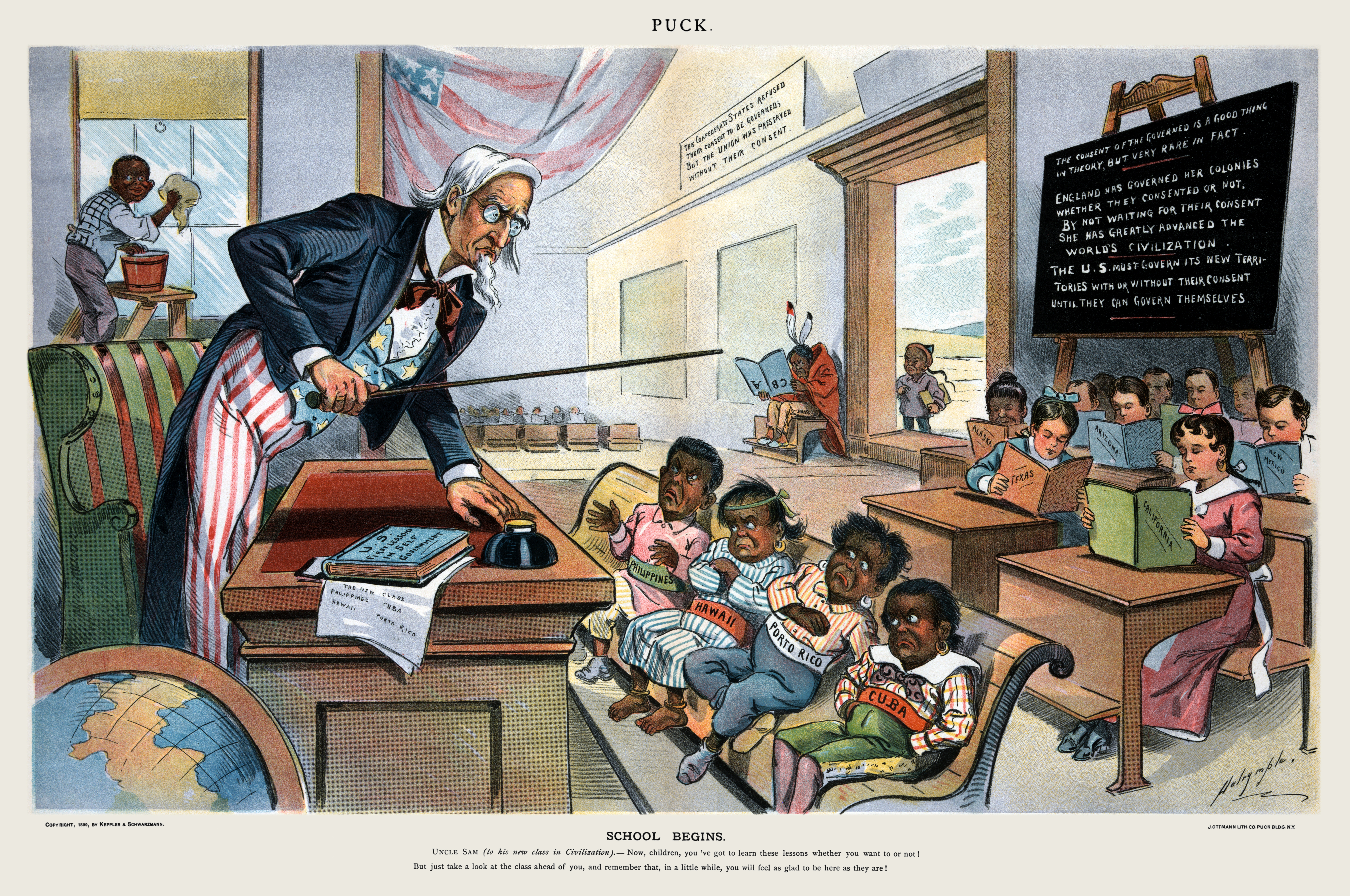
کاریکاتوری انتقادی از امپریالیسم آمریکا که عمو سام، به عنوان نماد شخصیتی و تجسم دولت فدرال ایالات متحده آمریکا را، در حال همگون‌سازی و تربیت‌کردن (و شاید به نوعی ادب‌کردن) نمادین فیلیپین، هاوایی، پورتوریکو و کوبا، به عنوان اعضای وحشت‌زده و تازه‌وارد به کمپِ آمریکا را نشان می‌دهد. در نگاره همچنین از برده‌داری در آمریکا و وضعیت سرخ‌پوستان آمریکا انتقاد شده‌است.

امپریالیسم آمریکا (به انگلیسی: American imperialism) اصطلاحی‌ است که به نفوذ سیاسی، اقتصادی، نظامی و فرهنگی ایالات متحده در سایر نقاط جهان گفته می‌شود. مفهوم امپریالیسم آمریکا نخستین بار پس از جنگ آمریکا و اسپانیا در سال ۱۸۹۸ و انضمام فیلیپین به خاک آمریکا آوازه یافت.

## امپراتوری و امپرالیسم
توماس جفرسون در دههٔ ۱۷۸۰ منتظر سقوط امپراتوری اسپانیا بود: «...تا زمانی که جمعیت [سربازان] ما به قدر کافی پیشروی کنند تا آن را قطعه قطعه از آن‌ها بگیرند». در نتیجه سیدنی لنز، تاریخ‌نگار آمریکایی، اشاره می‌کند که «میل به گسترش - حتی به قیمت جان انسان‌های دیگر - به آغاز شکل‌گیری خود ایالات متحده باز می‌گردد.»
آثار و نتایجی که تحت عنوان «امپریالیسم فرهنگی» طبقه‌بندی می‌شوند، بدون آن‌که در سیاست‌های آشکار دولت جایی داشته باشند روی می‌دهند. استوارت کریتون میلر اظهار می‌دارد که خوشبینی و بی‌اطلاعی عموم مردم از سیاست عملی (Realpolitik) شناسایی خوی و رفتار امپریالیسمی آمریکا را با مشکل مواجه می‌کند. مقاومت در برابر اشغال مستقیم سرزمین‌های خارجی منجر به در پیش گرفتن سیاستِ اعمال نفوذ از طرق دیگر شده‌است. یکی از این روش‌ها فرمانروایی کردن بر دیگر کشورها از طریق جانشین وابسته است. در این کشورها دولت‌های نامحبوب داخلی فقط و فقط به سبب حمایت ایالات متحده از آن‌ها سرپا می‌مانند.
گسترش سرزمین‌هایی که تحت کنترل سیاسی و نظامی ایالات متحده بودند پس از جنگ جهانی دوم و در دوره‌ای که آلمان و اتریش در مه و ژاپن و کره در سپتامبر ۱۹۴۵ تسلیم و اشغال شدند و پیش از استقلال فیلیپین در ژوئیهٔ ۱۹۴۶ به بیشترین مقدار خود رسید.

## تاریخ

### نمای کلی

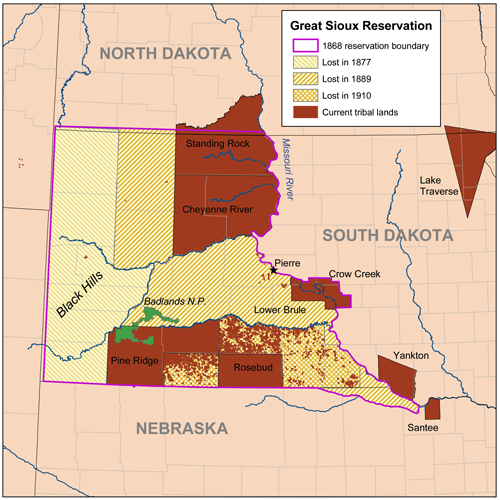
نقشه ای که رزرواسیون بزرگ سیوکس و رزروهای فعلی را نشان می دهد

با وجود دوره‌های همزیستی مسالمت‌آمیز، جنگ‌ها با بومیان آمریکا به دستاوردهای ارضی قابل توجهی برای مستعمره‌نشینان آمریکایی که در حال گسترش به سرزمین‌های بومی بودند، منجر شد. جنگ با بومیان آمریکا پس از استقلال به طور متناوب ادامه یافت و یک کمپین پاکسازی قومی به نام حذف سرخپوستان برای مهاجران آمریکایی اروپایی قلمرو ارزشمندتری در سمت شرقی قاره به دست آورد. جورج واشنگتن، پدر بنیانگذار و اولین رئیس جمهور ایالات متحده، سیاست عدم مداخله گرایی ایالات متحده را آغاز کرد که تا دهه ۱۸۰۰ ادامه یافت. ایالات متحده دکترین مونرو را در سال ۱۸۲۳ به منظور جلوگیری از استعمار بیشتر اروپایی در آمریکای لاتین اعلام کرد. تمایل به گسترش سرزمینی به اقیانوس آرام در ایده سرنوشت آشکار آشکار بود. خرید غول پیکر لوئیزیانا صلح آمیز بود، اما الحاق ۵۲۵۰۰۰ مایل مربع (۱۳۶۰۰۰۰ کیلومتر مربع) از خاک مکزیک نتیجه جنگ مکزیک و آمریکا در سال ۱۸۴۶ بود.
جنگ سرد سیاست خارجی آمریکا را به سمت مخالفت با کمونیسم تغییر داد و سیاست خارجی غالب ایالات متحده نقش آن را به عنوان یک ابرقدرت جهانی مجهز به سلاح هسته ای پذیرفت. از طریق دکترین ترومن و دکترین ریگان، ایالات متحده مأموریت خود را به عنوان محافظت از مردم آزاد در برابر یک سیستم غیر دموکراتیک تعیین کرد، سیاست خارجی ضد شوروی اجباری و گاهاً پنهان شد. دخالت ایالات متحده در تغییر رژیم شامل سرنگونی دولت منتخب دموکراتیک ایران، حمله خلیج خوک ها به کوبا، اشغال گرانادا و مداخله در انتخابات خارجی مختلف بود. جنگ طولانی و خونین ویتنام منجر به انتقاد گسترده از «استکبار قدرت» و نقض قوانین بین‌المللی برآمده از «ریاست امپراتوری» شد و مارتین لوتر کینگ جونیور، از جمله، ایالات متحده را به شکل جدیدی از استعمار متهم کرد.

## ۱۷۰۰-۱۸۰۰: جنگ های بومی آمریکا و سرنوشت آشکار
مورخ ییل، پل کندی، اظهار داشته است: "از زمانی که اولین مهاجران از انگلستان به ویرجینیا وارد شدند و شروع به حرکت به سمت غرب کردند، این یک ملت امپراتوری بود، یک ملت فاتح." بنجامین فرانکلین در توضیح توصیف جورج واشنگتن از ایالات متحده اولیه به عنوان یک "امپراتوری نوزاد" نوشت: "از این رو شاهزاده ای که قلمرو جدیدی را در صورت خالی یافتن آن به دست می آورد یا بومیان را حذف می کند تا اتاق مردم خود را بدهد؛ قانونگذار که قوانین مؤثری برای ارتقاء تجارت، افزایش اشتغال، بهبود زمین با تأمین بیشتر یا بهتر کشت و زرع اموال و غیره و مردی که مشاغل، هنرها یا تولیدات جدید یا پیشرفت‌های جدید در دامداری را ابداع می‌کند، ممکن است به درستی پدران ملت خود نامیده شوند، زیرا آنها با تشویقی که برای ازدواج می‌کنند عامل ایجاد نسل کثیر هستند. " توماس جفرسون در سال 1786 اظهار داشت که ایالات متحده "باید به عنوان لانه ای در نظر گرفته شود که تمام آمریکا، شمال و جنوب باید از آن ساکن شوند. [...] ناوبری می سی سی پی ما باید داشته باشیم. این تمام چیزی است که ما هنوز هستیم. آماده دریافت». نوام چامسکی از سمت چپ می نویسد که "ایالات متحده تنها کشوری است که وجود دارد، تا آنجا که من می دانم، و تا کنون داشته است، که به صراحت به عنوان یک امپراتوری تاسیس شده است".